# Budmerice
Budmerice (Hongaars:Gidrafa) is een Slowaakse gemeente in de regio Bratislava, en maakt deel uit van het district Pezinok.

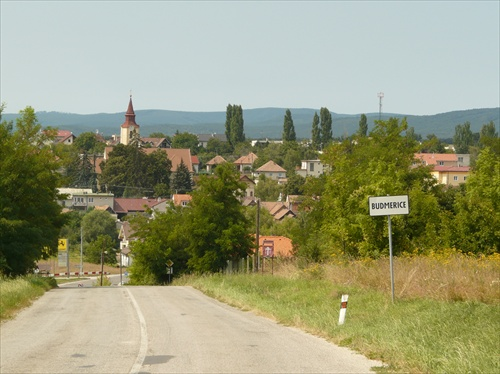
Panorama

Budmerice telt 2095 inwoners.